# Soseono
So Seo-no (?), hay Soseono, (소서노, 召西奴 - Triệu Tây Nô) là công chúa của Jolbon hay Jolbon - Buyeo (부여, 夫餘, Phù Dư), vợ thứ hai của Đông Minh Vương và là nhân vật chủ chốt trong việc khai sinh hai quốc gia Cao Câu Ly và Bách Tế. Bà cũng là mẹ của Biryu và vua đầu tiên của Bách Tế, Onjo

## Tiểu sử
Theo mô tả trong Tam quốc sử ký, chương Biên niên sử Bách Tế, So Seo-no là con gái của Yeon Ta - Bal (Diên Đà Bột, 연타발, 延陀勃), đại tộc trưởng rất có thế lực và ảnh hưởng tại Jolbon và tái hôn với Jumong. Cũng theo Tam quốc sử ký, Jumong là người chồng thứ hai của bà. Người chồng đầu tiên của bà là Wontae (Ưu Đài, 우태, 優台), một người có lẽ rất gần gũi với bà, và hai người có hai con trai là Biryu (비류, 沸流, Phí Lưu) và Onjo (온조, 溫祚, Ôn Tộ) , nhưng một số tài liệu sau này lại cho rằng Biryu và Onjo là con ruột của Jumong và So Seo-no. Trong khoảng thời gian bà lập gia đình, vua Song - Yang (宋洋, Tống Dương) của bộ tộc Biryu-Guk (沸流國, Phí Lưu Quốc) đã âm mưu chống lại Yeon Ta-Bal, tranh giành quyền cai trị toàn Jolbon với ông. Song-Yang đã giành được thắng lợi trong cuộc chiến nhờ sự giúp đỡ của nhà Hán, và nắm toàn bộ quyền điều hành Jolbon. So Seo-no và Wontae đã quyết định xây dựng một đội quân bí mật để một ngày kia gầy dựng lại sức mạnh và lật đổ quyền lực của Song-Yang ở Jolbon. Ngày ấy đã đến sau ba năm họ lấy nhau. Wontae chỉ huy một cuộc phục kích nhằm vào Song-Yang, và đã giành thắng lợi với cái giá là hy sinh mạng sống của mình. Sau cái chết của Wontae, So Seo-no tiếp tục hoàn thành sứ mệnh và ổn định lại bộ tộc Gyeh-Ru (계루, 桂婁, Quế Lâu). Bà trở thành đại tộc trưởng lãnh đạo nghĩa quân thu phục bộ tộc Biryu và thống nhất Jolbon với sự giúp đỡ của Jumong - thủ lĩnh của quân Da-mul.
Sau khi thành thân với Jumong, bà đã hỗ trợ tài chính cho chồng  trong việc thành lập một tân tiểu vương quốc, Cao Câu Ly. Sau khi Yuri (유리, 琉璃, Lưu Ly), con trai của Jumong và người vợ đầu tiên của ông, phu nhân Ye So-a(예, 禮, Duệ Tố Gia) rời Đông Phù Dư đến gặp Jumong và ngay lập tức được Jumong phong làm thái tử, bà đào thoát cùng hai người con trai Biryu và Onjo rời Cao Câu Ly đi xuống phía nam để thành lập vương quốc riêng của họ, là Bách Tế.

## Qua đời
Bà qua đời vào năm thứ 6 TCN, thọ 61 tuổi sau khi con trai thứ hai của bà Onjo đã trở thành vua đầu tiên của Bách Tế.

## Trên phim ảnh
Trong bộ phim cổ trang ăn khách Truyền thuyết Jumong của hãng MBC - Hàn Quốc sản xuất vào năm 2006, nhân vật So Seo-no (do nữ diễn viên Han Hye Jin thủ vai) được xây dựng là một phụ nữ dũng cảm và cương nghị. Đối với Jumong (do nam diễn viên Song Il Gook thủ vai), bà là mối tình đầu của ông nhưng do duyên phận trái ngang hai người đã không đến được với nhau. Duyên phận sắp đặt khi bộ tộc của Soseono và quân damul của Jumong cùng nhau hợp nhất để tìm lại mảnh đất Josel cổ khi xưa. Sau này khi chồng của Soseono chết, vợ của Jumong là Yesoya mất tích cùng con trai, vì sự thống nhất của Jolbon nên Jumong và soseono thành thân Jumong trở thành vua còn Soseono trở thành hoàng hậu, đất nước có tên là Goguryo. 15 năm sau Yesoa cùng con trai (Yuri) trở về, vì sợ đất nước phân tranh, sợ Jumong khó xử và con mình thiệt thòi nên bà đã dứt khoát chia tay với Jumong nhường lại ngôi kế vị cho con trai cả Yuri của Jumong và tự mình gầy dựng vương nghiệp riêng cho mình và các con trai.
Trong phim, mối quan hệ vợ chồng giữa So Seo-no và Jumong cho thấy sự đồng điệu về ý chí và tinh thần giữa hai người, đồng thời là một tình yêu sâu sắc, mãnh liệt, thấu cảm và hi sinh cho nhau. Khúc cuối phim khi Jumong lặng người nhìn Soseono rời đi đã lấy không ít nước mắt của khán giả. Đó là một phân cảnh gây ám ảnh nhất trong phim dù là những phút giây cuối cùng của phim.